# Dieter Zeh

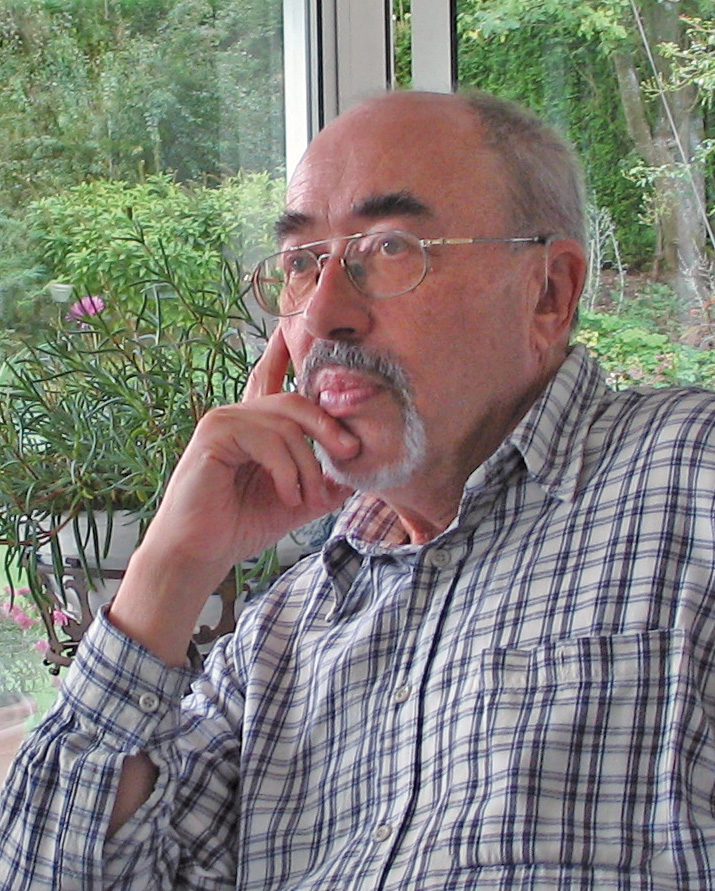
Dieter Zeh, September 2005

Heinz-Dieter Zeh als Autor häufig H.-Dieter Zeh oder H. Dieter Zeh (* 8. Mai 1932 in Braunschweig; † 15. April 2018 in Freudenstadt), war ein deutscher theoretischer Physiker, der sich mit Kernphysik, Element-Synthese, den Grundlagen der Quantenmechanik (Dekohärenz) und anderen Grundlagenfragen der Physik wie der Physik des Zeitpfeils beschäftigte.

## Leben und Wirken
Heinz-Dieter Zeh wurde in Heidelberg zum Dr. rer. nat. promoviert. Er befasste sich an der Ruprecht-Karls-Universität Heidelberg unter J. Hans D. Jensen zunächst mit Kernphysik und untersuchte mit Hans-Jörg Mang die Alpha-Teilchen-Bildung in Kernen. 1966 war er Dozent in Heidelberg, 1964/1965 Forschungsassistent am Caltech, 1965 und 1967/1968 an der University of California, San Diego. Später wurde er Professor für theoretische Physik in Heidelberg. Er beschäftigte sich schon seit den 1960er Jahren mit der Quantentheorie und den Grundlagenproblemen der Quantenmechanik, insbesondere mit der Many-Worlds-Interpretation von Hugh Everett III, wobei er bei der Untersuchung darin offen gelassener Fragen zu einem der Begründer der Theorie der Dekohärenz wurde, die in den 1980er Jahren von Wojciech Zurek, Zeh, Erich Joos (ebenfalls in Heidelberg), Claus Kiefer (der bei Zeh promovierte) und anderen ausgebaut wurde.
Zeh schrieb ein Standardwerk über die Richtung der Zeit (Zeitpfeil) in der Physik, deren Gleichungen auf mikroskopischer Ebene überwiegend symmetrisch bezüglich der Zeitrichtung sind.
Heinz-Dieter Zeh war ab 1974 mit Sigrid Zeh, geborene Besch, verheiratet. Er starb im April 2018 auf einer Urlaubsreise im Schwarzwald. Er wurde in seinem Wohnort Waldhilsbach beigesetzt.

## Schriften
- Physik ohne Realität – Tiefsinn oder Wahnsinn?, Springer Verlag, Heidelberg 2012, ISBN 978-3-642-21889-7.
- Entropie, Fischer Taschenbuch (Fischer kompakt), Frankfurt/Main 2005, ISBN 3-596-16127-4.
- Die Suche nach dem Urzeitpfeil, Physikalische Blätter, 1986, S. 80.
- The Physical Basis of the Direction of Time, zuerst als Die Physik der Zeitrichtung, Springer, Heidelberg 1984, 5. Auflage 2001, ISBN 3-540-42081-9.
- mit Erich Joos, Claus Kiefer, Domenico Giulini, Joachim Kupsch, Ion-Olimpio Stamatescu: Decoherence and the Appearance of a Classical World in Quantum Theory, Springer, Heidelberg 1996, 2. Auflage 2003, ISBN 3-540-00390-8.
- mit Erich Joos: The Emergence of Classical Properties Through Interaction with the Environment, Zeitschrift für Physik, Bd. 59, 1985, S. 273.